# Joan Bruguera Teixidó
Juan Bruguera Teixidó (Barcelona, 1885-1933) fue un editor español, fundador de la editorial «El Gato Negro», que posteriormente se convirtió en la Editorial Bruguera, famosa en la edición de historietas y tebeos durante gran parte del siglo XX.
Con un olfato especial para aquello que era popular, Bruguera empezó en 1910 editando cuadernillos de chistes y chascarrillos, cromos y recortables. Poco después, incorporó a su catálogo la novela por entregas (como Los amores y aventuras de Luis Candelas, escrita por Antonio Espina) y las biografías de personajes históricos y aventureros como Francis Drake. También se aventuró en la adaptación de historias del romanticismo, como la de los amantes de Teruel.
En 1921, se adentra en las historietas infantiles y juveniles, donde el TBO había tenido gran éxito editorial, y publica Pulgarcito, cuyo primer número  solo tenía ocho páginas, costaba cinco céntimos de peseta y tenía la mitad de ellas a color y las otras en blanco y negro. El mismo Bruguera la definió como “un periódico infantil de cuentos, historietas, aventuras y entretenimientos que había venido para divertir a los niños”. Fue tal su éxito que a las nueve semanas de su publicación contaba con más de 50 000 lectores. En 1924, incorpora en la portada al personaje. La revista Pulgarcito popularizaría más adelante las historietas de Carpanta, Las hermanas Gilda, La familia Cebolleta, Zipi y Zape o Mortadelo y Filemón.
En 1933, muere Juan Bruguera Teixidó, y El Gato Negro pasa a manos de sus hijos, siendo intervenida durante la Guerra Civil. Fue en la postguerra cuando su hijo Francisco Bruguera Grané cambió definitivamente el nombre de la editorial, pasando a ser formalmente Editorial Bruguera.